# ジェーン・チャン

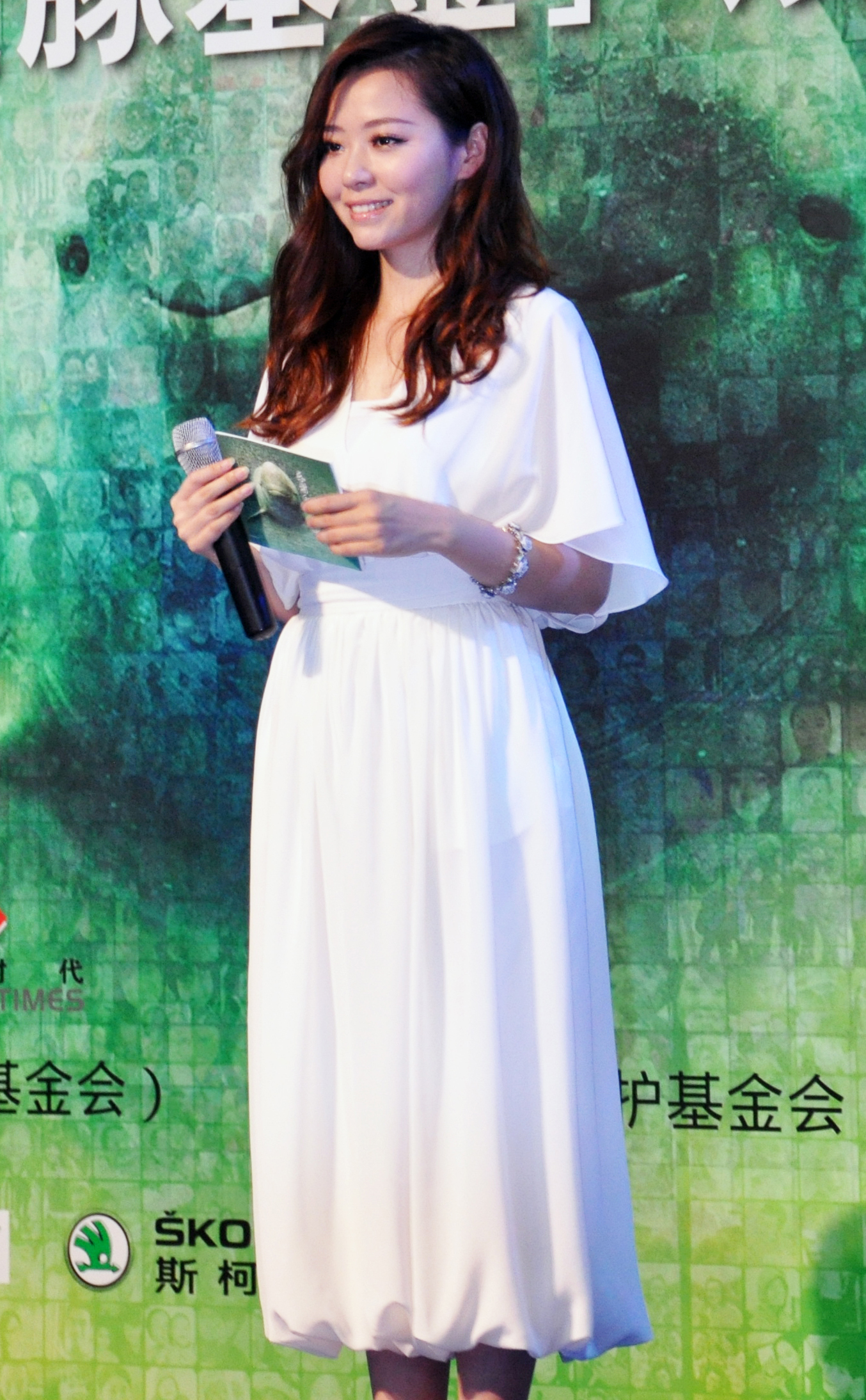
ジェーン・チャン

ジェーン・チャン（張 靚穎、Jane Zhang、ちょう せいえい、ジャン リャンイン、1984年10月11日 - ）は中国四川省成都出身の女性歌手。2005年の『超級女声』出場を契機にデビュー後、中国歌曲排行榜(zh)では83曲が1位を獲得している(2025年5月時点)。靚はJIS X 0213に含まれるJIS第三水準漢字で、JIS X 0208には含まれないため、[青見]と表記されることもある。

## 経歴
- 2005年に中国の人気オーディション番組『超級女声』で第3位に入賞した。この番組の中で高難易度のイルカ音(en)を出し、「海豚公主（イルカ姫）」と呼ばれる。
- 番組終了後、北京華誼兄弟音楽有限公司と契約し、歌手としてデビュー。
- 番組終了後、一ヶ月もせずファンから「張靚穎全球歌友会（ジェーン・チャン ワールドファンクラブ）」が設立された。
- 2006年放映された『神鵰侠侶』の主題歌「天下無双」を歌った。
- 2006年9月公開された映画『女帝［エンペラー］』の主題歌「我用所有報答愛」を歌った。
- 2007年8月、「2007中華小姐　日本選区総決賽」のゲストとして初来日した[1]。
- 2008年5月、中国青年代表団の一員として来日、2008日中青少年友好交流年開幕式、及び首相官邸での晩餐会でw-inds.と共演して話題を呼んだ。
- 2009年2月27日、「Jane Z.」の名前で東京の日本外国特派員協会で記者会見し、日本デビューライブを3月に行うと発表した[2]。
- 2009年4月、映画『画皮 あやかしの恋』の主題歌「画心」で香港電影金像奨最優秀主題歌賞を受賞した[3]。
- 2009年4月、自ら設立したマネジメント会社「少城時代」と契約、6月に同社とユニバーサルミュージック間で配給契約が締結された[4]。
- 2009年9月、喜多郎東京公演にゲスト出演し、"Impressions Of The West Lake" (印象西湖雨)を歌った。
- 2010年4月、FIFAワールドカップ南アフリカ大会応援歌「ウェイヴィン・フラッグ」中国語版をケイナーン、ジャッキー・チュンと歌った。
- 2010年10月、ソウルで開催された第7回アジア・ソング・フェスティバルに出演し、"To Be Loved", "我相信" を歌った。
- 2011年1月、江凱型フリゲートに搭乗して中国人民解放軍海軍に慰問公演を行った[5]。
- 2011年12月、2011 Mnet Asian Music Awardsで"Best Asian Artist China"賞を受賞した[6]。
- 2014年7月、「少城時代」とソニー・ミュージックエンタテインメント間の配給契約に伴い、アルバム「第七感」が中国、香港、台湾、マレーシアのソニーミュージックエンタテインメントからリリースされた。
- 2014年8月、モントリオール世界映画祭の国際審査員を務めた[7]。
- 2015年6月、映画『ターミネーター:新起動/ジェニシス』の主題歌"Fighting Shadows"を歌った。
- 2015年10月、2015 MTV EMAのWorldwide Act:Asiaを受賞した[8]。
- 2016年11月、馮柯(マイケル・フォン)と挙式[9]。
- 2016年11月、"Dust My Shoulders Off"(en)がアメリカでビルボードDigital Song Salesチャートに2週チャートインした。最高位31位[10]。
- 2017年6月に東京、横浜で開催されたショートショートフィルムフェスティバル2017　ミュージックビデオ部門に"Dust My Shoulders Off"MVが出品されるも受賞はならず[11]。
- 2017年11月、上海で開催されたヴィクトリアズ・シークレット・ファッション・ショー2017に出演し、"Work for it","808","Dust my shoulders off"を歌った。
- 2018年8月、マネジメント会社「少城時代」との契約解除を発表した。
- 2018年11月、中国芸術団の一員として平壌を訪問、北朝鮮芸術団との合同公演に出演した[12]。
- 2019年10月、アメリカCD Babyからアルバム"Past Progressive"のCDをリリースした。
- 2021年6月、上海ディズニーリゾート5周年記念式典に出演、5周年記念曲「綻放美妙驚喜(What a Beautiful Surprise)」を歌った[13]。
- 2022年01月、2022年北京オリンピックの公式スローガン「一起向未来」の同名テーマ曲に参加した。
- 2022年05月、香港特別行政区成立25周年テーマ曲「前」に参加した[14]。
- 2023年09月公開の映画「YOSHIKI: UNDER THE SKY」に出演、映画のジャパン・プレミア開催にあわせ祝賀メッセージを贈った[15][16]。

## アルバム

### オリジナルアルバム
発売日はすべて中国大陸のもの
- Jane・愛 （EPアルバム[ミニアルバム] 2006年1月）

＜収録曲＞
1. 光芒 / 2. To be loved (英語) / 3. 逆時針 /  4. 光芒 (インストゥルメンタル) / 5. To be loved (インストゥルメンタル) / 6. 逆時針 (インストゥルメンタル)
- 遺落人間的後冠 我愛鄧麗君（2006年8月　テレサ・テンの曲をカバーしたアルバム）

＜収録曲＞1 小城故事 / 2 採檳榔 / 3 你怎麼説 / 4 甜蜜蜜 / 5 但願人長久 / 6 忘記他（広東語） / 7 我只在乎你（羽・泉との合唱） / 8 漫歩人生路（広東語）
- THE ONE (2006年10月11日)

＜収録曲＞
1. 身体語言/ 02. 這該死的愛 / 3. Take it like a man (英語) / 4. 如果愛下去 / 5. Can’t take it back (英語) / 6. 個人秘密 / 7. 想你，零点零一分 / 8. 木脳殻 / 9. Girl of your dreams (英語) / 10. Midnight，Goodnight / 11.天下無雙（香港盤のみ収録）
- Update　(2007年8月2日)

＜収録曲＞
1. 幇幇忙 / 2. Dream Party / 3. 給不起的愛 / 4. 日落大道 / 5. A Promise / 6. 我們説好的 / 7. G大調的悲傷 / 8. Yalta / 9. Your Song / 10. 保鮮期 / 11. Jane's Demo / 12. 我們在一起
- Dear Jane  （EPアルバム[ミニアルバム] 2007年12月8日）

＜収録曲＞
1. Dear Jane  / 2. 我走以後　 / 3. 圍城
- 張靚穎@音楽 (2009年1月16日)

＜収録曲＞
1. 花開的声音 / 2. 那不会是愛吧 / 3. 黒夜裏的光 / 4. 是我 / 5. 我的音楽譲我説 / 6. 為難 / 7. 靠近你 / 8. Sunshine Alike / 9. 孩子的眼睛 / 10. 我的路
- 我相信 (2010年2月2日)

＜収録曲＞
1. INTRO / 2. 熱 / 3. 我相信 / 4. 勇敢愛 / 5. 就這樣好了 / 6. I DO / 7. 如果這就是愛情 / 8. 快活 / 9. 辦不到 / 10. 低HIGH / 11. I DON'T WANNA PRAY / 12. 我們都辜負了愛 / 13. 需要你 / 14. 木蘭星 / 15. 朝思暮想 / 16.印象西湖雨（14,15,16はボーナストラック。4,16は国際版のみ収録）
- 改変 (2011年6月1日)

＜収録曲＞
1. 我的模様 / 2. 追愛 / 3. 出境入境 / 4. 錯就錯 / 5. 為愛瘋狂 / 6. 大膽 / 7. 愛就愛 / 8. 有時候 / 9. 上一章 / 10. 改変 / 10-2. 美麗与勇敢 （10-2は隠しトラック）
- 傾聴 張靚穎 (2012年6月8日)

＜収録曲＞
1. OPENING / 2. AT LAST / 3. 夢田 / 4. I DIDN'T KNOW / 5. 好不容易 / 6. 献給母親的歌 / 7. POR UNA CABEZA / 8. CONCERTO POUR UNE VOIX / 9. SINGING IN THE RAIN / 10. 冷漠地愛著 / 11. SINGLE / 12. 秋意濃 / 13. 南海姑娘 / 14. 放下 / 15. 直到世界末日
- 第七感 (2014年7月21日)

1. 我是我的 / 2. 微笑以後 / 3. 有没有 / 4. 第七感 / 5. 永遠 / 6. 書簽 / 7. Bazaar / 8. 説些什麼 / 9. 感覚 / 10. 一起 / 11. Unwind / 12. Get Out Of My Life
- 領銜主演 (2016年12月30日　映画・TVドラマ主題歌を集めたアルバム)
- Bang The World Live (2017年3月29日　2015年のBang The World巡回演唱会のライブ。デジタル配信のみのリリース)
- 領銜主演II (2018年3月30日　映画・TVドラマ主題歌を集めたアルバム第二弾)
- 一代芳華 (2018年10月10日　CCTVのテレサ・テン紹介番組「一代芳華」の楽曲集EP。デジタル配信のみのリリース)
- Past Progressive (2019年4月27日　初の全英語アルバム。デジタル配信のみのリリース)
- Body First Remix Limited Edition (2019年8月19日　"Body First"のRemixを16バージョン収録。デジタル配信のみのリリース)

### 参加したアルバム
- 神鵰侠侶　電視主題曲原声声大戯 （TVドラマ『神鵰侠侶』のオリジナルサウンドトラック）

<担当した曲>
天下無双
- 夜宴 電影原声帯 （2006年9月　中国映画『女帝 ［エンペラー］』のオリジナルサウンドトラック）

<担当した曲>
我用所有報答愛
- 遺落人間的後冠 我們唱鄧麗君 / 羽・泉 （2006年）

<参加した曲>
路辺的野花不要採 (羽・泉との合唱) / 甜蜜蜜 (羽・泉との合唱)
- 愛死了 / 李慧珍(ジェニファー・リー ) （2007年）

<参加した曲>
你叫什麼名字 (慧珍 VS靚穎)
- 北京2008年奥運会歌曲専輯 / 群星 (2008年5月 北京オリンピック記念アルバム)

<参加した曲>
北京歓迎你 (複数の歌手との合唱) / 點燃激情 伝递夢想 (王力宏/孫燕姿/汪峰との合唱) / We Are Ready (複数の歌手との合唱)
- 非誠勿擾 電影原声大碟 （2008年12月　中国映画『狙った恋の落とし方。』のオリジナルサウンドトラック）

<担当した曲>
一瞬間
- 心・跳 / 王力宏 (2008年12月)

<参加した曲>
另一個天堂 (王力宏とのデュエット)
- Impressions Of The West Lake（邦題：インプレッションズ） / 喜多郎 (2009年4月 西湖を舞台にした張芸謀監督の音楽劇『印象西湖』のサウンドトラック)

<参加した曲>
Impressions Of The West Lake (印象西湖雨)
- 花木蘭 電影原声大碟 （2009年11月　中国映画『ムーラン』のオリジナルサウンドトラック）

<担当した曲>
木蘭星
- 夢想 旗開得勝 Wavin' Flag （2010年6月　2010FIFAワールドカップの中国語版歌曲集）

<担当した曲>
旗開得勝（ケイナーン、ジャッキー・チュンとの合唱版）、旗開得勝(独唱版)
- 歌舞青春 電影原声大碟 （2010年8月　中国映画『歌舞青春』のオリジナルサウンドトラック）

<担当した曲>
我飛故我在 (林俊傑とのデュエット)
- 中国2010年上海世博會歌曲專輯（2010年9月　2010上海万博の歌曲集）

<担当した曲>
微笑上海（アンディ・ラウ他との合唱）
- 『ビルボード・プレゼンツ・エレクトリック・アジア・ボリューム・ワン / Billboard Presents Electric Asia Vol. 1』 （2017年6月 EDMコンピレーションアルバム）

<収録曲>
Dust My Shoulders Off (Steve Aoki Remix)

## 中国歌曲排行榜の成績
北京音楽台（ラジオ局）が制作する音楽番組「中国歌曲排行榜」(Chinese Top 40)でのヒットチャート成績。
| 年   | 曲名                    | 最高位 | 備考                                                      |
| ---- | ----------------------- | ------ | --------------------------------------------------------- |
| 2006 | 光芒                    | 1      | デビュー曲                                                |
| 2006 | 夢想                    | 3      | TCL広告曲                                                 |
| 2006 | 放輕鬆                  | 1      | 1位2週。今麦郎広告曲                                      |
| 2006 | 我用所有報答愛          | 6      | 映画「夜宴」主題歌                                        |
| 2007 | 你叫什麼名字            | 1      | 李慧珍との合唱                                            |
| 2007 | 我們説好的              | 1      | -                                                         |
| 2007 | DREAM PARTY             | 1      | 1位2週                                                    |
| 2007 | 我走以後                | 1      | -                                                         |
| 2008 | 圍城                    | 1      | 1位2週                                                    |
| 2008 | 擁抱愛的夢想            | 1      | 1位3週。アンドレア・ボチェッリとの合唱                    |
| 2008 | Heroes                  | 1      | 映画『ドラゴン・キングダム』中国語版主題歌                |
| 2008 | 畫心                    | 1      | 1位2週。映画『画皮 あやかしの恋』主題歌                   |
| 2009 | 那不會是愛吧            | 1      | -                                                         |
| 2009 | 孩子的眼睛              | 1      | 1位2週                                                    |
| 2009 | I Love This City        | 1      | 成都市宣伝曲                                              |
| 2009 | 另一個天堂              | 7      | 王力宏との合唱                                            |
| 2009 | 漂流瓶                  | 11     | 舞台劇『藍色暢想』主題歌                                  |
| 2009 | 情深誼長                | 32     | 新中国成立六十周年金曲盛典での歌唱                        |
| 2009 | 木蘭星                  | 1      | 映画『ムーラン』主題歌                                    |
| 2009 | 朝思暮想                | 1      | 映画『パンダ・エクスプレス』主題歌                        |
| 2010 | 我相信                  | 1      | -                                                         |
| 2010 | 如果這就是愛情          | 1      | 1位2週                                                    |
| 2010 | 辦不到                  | 2      | featuring 大嘴巴(zh)                                      |
| 2010 | 旗開得勝                | 1      | ケイナーン、ジャッキー・チョンと合唱                      |
| 2010 | 就這樣好了              | 2      | -                                                         |
| 2010 | 阿拉儂                  | 8      | 上海万博主題歌中国語版。アンディ・ラウと合唱              |
| 2010 | 這麼近那麼遠            | 5      | 映画『80后(永遠の天)』主題歌                              |
| 2010 | 來不及流泪的人          | 1      | 映画『嘻游记』主題歌                                      |
| 2011 | 改變                    | 1      | 1位3週                                                    |
| 2011 | 愛就愛                  | 1      | 1位3週                                                    |
| 2011 | The Winner Takes It All | 4      | ミュージカル『マンマ・ミーア!』中国語版宣伝曲             |
| 2011 | 真愛的味道              | 3      | 映画『无价之宝』主題歌                                    |
| 2011 | 美麗與勇敢              | 1      | アディアとの合唱                                          |
| 2011 | 無法言喩                | 1      | キヤノン中国広告曲。「言葉にできない」中国語版            |
| 2012 | 好不容易                | 1      | 1位4週                                                    |
| 2012 | 放下                    | 1      | -                                                         |
| 2012 | 直到世界末日            | 1      | -                                                         |
| 2012 | 秋意濃                  | 2      | -                                                         |
| 2012 | 因為愛                  | 2      | 潘辰との合唱                                              |
| 2013 | 感謝                    | 1      | スナメリ保護テーマ曲                                      |
| 2013 | Goal                    | 1      | 中国サッカー・スーパーリーグ（中超）主題曲                |
| 2013 | 終於等到你              | 1      | テレビドラマ主題曲                                        |
| 2014 | 微笑以後                | 1      | 1位3週                                                    |
| 2014 | 我是我的                | 1      | 1位3週                                                    |
| 2014 | 永遠                    | 1      | 1位3週                                                    |
| 2014 | Bazaar                  | 1      | -                                                         |
| 2014 | Be Here                 | 1      | 映画『露水紅顔』主題歌                                    |
| 2014 | 老地方                  | 1      | 1位2週。映画『更年奇的な彼女』主題歌                      |
| 2015 | 燕帰巣                  | 1      | 1位2週。張傑と合唱。許嵩作曲、作詞                        |
| 2015 | 有多少愛可以重来        | 1      | 映画『万物生長』主題歌。韓庚と合唱                        |
| 2015 | 天書世界                | 2      | 同名のオンラインゲーム主題歌。王錚亮と合唱                |
| 2015 | Change Your World       | 1      | 1位4週。2015 風暴電音節の主題歌。ティエストと共演         |
| 2016 | Make It Big             | 1      | 1位5週。英語学校の宣伝曲                                  |
| 2016 | 宝貝媽媽                | 13     | 母の日に捧げる公益歌曲                                    |
| 2016 | 只是没有如果            | 3      | TVドラマ《那年青春我們正好》主題歌。王錚亮と合唱          |
| 2016 | 心電感應808             | 1      | 1位5週。2016 風暴電音節の主題歌。Jack Novakと共演         |
| 2016 | 無所謂                  | 1      | 方大同と合唱                                              |
| 2016 | 一定要幸福              | 1      | 1位3週                                                    |
| 2016 | Battlefield             | 2      | 英語。映画「グレートウォール」の広告曲                    |
| 2017 | 順流而下                | 1      | 1位2週。ネットドラマ「鬼吹灯之精絶古城」主題歌            |
| 2017 | 思美人                  | 1      | 1位2週。テレビドラマ「思美人」主題曲                      |
| 2017 | 我                      | 2      | -                                                         |
| 2017 | 請讓愛情相信你          | 1      | 映画「レジェンド・オブ・パール ナーガの真珠」主題曲       |
| 2017 | 玲瓏                    | 1      | 1位2週。テレビドラマ「酔麗花 ～エターナル・ラブ～」主題曲 |
| 2017 | 十里桃花                | 1      | 映画「桃花絶佳 ～ワンス・アポン・ア・タイム～」主題曲     |
| 2017 | Angels And Harmony      | 1      | 英語。ニーヨと合唱。映画「猿の惑星: 聖戦記」の広告曲      |
| 2018 | 女儿国                  | 2      | 映画「西遊記 女人国の戦い」主題曲                         |
| 2018 | 紅薔薇                  | 1      | 1位2週。テレビドラマ「紅薔薇」主題曲                      |
| 2018 | 貪戀                    | 2      | テレビドラマ「歸還世界給你」主題曲                        |
| 2018 | 我不再                  | 8      | ミュージカル「愛在星光里」主題曲                          |
| 2019 | 双生焰                  | 2      | 映画「ナイト・オブ・シャドー 魔法拳」主題歌               |
| 2019 | Pull Me Up              | 1      | 英語曲。 1位2週                                           |
| 2019 | 無念                    | 1      | テレビドラマ「筑夢情縁」主題曲。1位2週                    |
| 2019 | Think Like A Man        | 3      | 英語曲                                                    |
| 2019 | 解憂                    | 1      | テレビドラマ「運命の桃花 〜宸汐縁〜」主題曲               |
| 2019 | 一心一愛                | 1      | 周六福珠宝の主題曲                                        |
| 2019 | 星途                    | 1      | EXEED星途(自動車)の主題曲                                 |
| 2020 | 蝴蝶颶風                | 1      | テレビドラマ「怪你過分美麗」主題曲                        |
| 2020 | 致我們終將逝去的青春    | 1      | -                                                         |
| 2020 | 誰知道                  | 1      | 1位3週                                                    |
| 2020 | 千百度                  | 4      | -                                                         |
| 2021 | 無華                    | 1      | テレビドラマ「有翡 -Legend of Love-」主題曲。劉宇寧と合唱 |
| 2021 | 越愛                    | 1      | -                                                         |
| 2021 | 約定                    | 1      | ネットドラマ「約定」主題曲                                |
| 2021 | U&I                     | 2      | -                                                         |
| 2021 | 綻放美妙驚喜            | 1      | 上海ディズニーリゾート5周年記念曲                         |
| 2021 | 無忘                    | 2      | テレビドラマ「魔道祖師完結編」主題曲                      |
| 2021 | 最可愛的人              | 1      | 映画「長津湖」の宣伝主題曲                                |
| 2021 | 永生永愛                | 1      | 映画「圖蘭朶：魔咒縁起」主題曲                            |
| 2021 | 一生一次心一動          | 1      | テレビドラマ「斛珠夫人」主題曲                            |
| 2022 | 沉香                    | 1      | テレビドラマ「沉香如屑(不滅の輪廻)」主題曲。張傑と合唱    |
| 2022 | 暗恋                    | 1      | 映画「暗恋・橘生淮南」主題曲                              |
| 2022 | 不惜時光                | 1      | 1位2週。テレビドラマ「夢華録」主題曲                      |
| 2022 | 可                      | 2      | 薛之謙と合唱                                              |
| 2022 | 偏星                    | 1      | 1位2週。テレビドラマ「沉香如屑(不滅の輪廻)」主題曲        |
| 2022 | 一生所愛                | 4      | 劉煬と共演                                                |
| 2022 | 槐花幾時開              | 3      | WhyBeatZと共演                                            |
| 2023 | 念念不忘                | 1      | 映画「念念相忘」主題曲                                    |
| 2023 | 如果你也听说（Live）    | 1      | 胡彦斌と合唱。「天賜的声音第四季」曲                      |
| 2023 | 芳華絶代（Live）        | 3      | 劉柏辛と合唱。「天賜的声音第四季」曲                      |
| 2023 | 一圏                    | 1      | -                                                         |
| 2023 | 金風玉露（Live）        | 3      | 汪蘇瀧と合唱。「天賜的声音第四季」曲                      |
| 2023 | 軽軽                    | 7      | テレビドラマ「長風渡」主題曲                              |
| 2023 | 潮光                    | 1      | 《逆水寒》五周年記念曲                                    |
| 2023 | 誰（Live）              | 3      | 張碧晨と合唱。「天賜的声音第四季」曲                      |
| 2023 | 伴你月落星沉            | 1      | テレビドラマ「一路朝陽」主題曲                            |
| 2023 | 如幻                    | 1      | ネットドラマ「西出玉門」主題曲                            |
| 2023 | 星願                    | 1      | 映画「ウィッシュ」中国版主題曲                            |
| 2023 | 双関                    | 1      | -                                                         |
| 2024 | 化身孤島的鯨            | 1      | -                                                         |
| 2024 | 独自綻放                | 1      | テレビドラマ「微暗之火」主題曲                            |
| 2024 | 等一等                  | 3      | テレビドラマ「微暗之火」主題曲                            |
| 2024 | 雲邊有個小賣部          | 3      | 映画「雲邊有個小賣部(zh)」主題曲                          |
| 2024 | 程霜                    | 1      | 映画「雲邊有個小賣部」曲                                  |
| 2024 | 口頭禅                  | 1      | 「音楽縁計画」曲                                          |
| 2024 | 我好想現在就把你忘了    | 2      | 「音楽縁計画」曲                                          |
| 2024 | Green Light             | 2      | -                                                         |
| 2024 | 春花厭                  | 5      | テレビドラマ「春花焰」主題曲                              |
| 2024 | 珠光重曄                | 1      | テレビドラマ「紅き真珠の詩」主題曲                        |
| 2025 | 哪里来的好人            | 2      | -                                                         |
| 2025 | 咫尺一眼                | 1      | テレビドラマ「念無双」主題曲                              |
| 2025 | 情骨                    | 2      | 汪蘇瀧と合唱。テレビドラマ「念無双」主題曲                |
| 2025 | 跳楼机 (Live)           | 1      | 王以太と合唱。「天賜的声音第六季」曲                      |